# Nedre Lill-Stensjön
Nedre Lill-Stensjön är en sjö i Krokoms kommun i Jämtland och ingår i Indalsälvens huvudavrinningsområde. Sjön har en area på 1,09 kvadratkilometer och ligger 642,6 meter över havet. Sjön avvattnas av vattendraget Stensjöån.

## Delavrinningsområde
Nedre Lill-Stensjön ingår i det delavrinningsområde (709870-140125) som SMHI kallar för Utloppet av Nedre Lill-Stensjön. Medelhöjden är 741 meter över havet och ytan är 10,47 kvadratkilometer. Räknas de 38 avrinningsområdena uppströms in blir den ackumulerade arean 175,16 kvadratkilometer. Stensjöån som avvattnar avrinningsområdet har biflödesordning 4, vilket innebär att vattnet flödar genom totalt 4 vattendrag innan det når havet efter 316 kilometer. Avrinningsområdet består mestadels av skog (38 procent) och kalfjäll (52 procent). Avrinningsområdet har 1,06 kvadratkilometer vattenytor vilket ger det en sjöprocent på 10,1 procent.